# آنتونیو کلیماتی
آنتونیو کلیماتی (انگلیسی: Antonio Climati؛ ‏ ۱۴ نوامبر ۱۹۳۱ – ۹ اوت ۲۰۱۵) کارگردان فیلم، فیلم‌نامه‌نویس، فیلم‌بردار، تهیه‌کننده فیلم و تدوین‌گر اهل ایتالیا بود.
از فیلم‌هایی که وی در آن‌ها نقش داشته است، می‌توان به خدانگهدار عمو تام اشاره نمود.